# Börkhaus
Börkhaus ist eine Ortslage im Stadtteil Aufderhöhe der bergischen Großstadt Solingen. Am südlich gelegenen Börkhauser Feld entstand zwischen 2000 und 2007 eine der größten Wohnsiedlungen des Spar- und Bauvereins Solingen (SBV).

## Lage und Beschreibung
Börkhaus befindet sich nördlich der SBV-Siedlung Börkhauser Feld an einer Stichstraße von der Uhlandstraße. Ein Gebäude des einstigen Hofes mit Anbau ist dort noch vorhanden (2020), steht aber leer. Nördlich von Börkhaus entspringt der nach dem Ort benannte Börkhauser Bach, der bei Hackhausen in den Viehbach mündet. Benachbarte Orte sind bzw. waren (von Nord nach West): Wiefeldick, Auenberg, Neu-Löhdorf, Siebels, Löhdorf, Aufderhöhe, Nußbaum, Haalsiepen und Pohligshof.

## Etymologie
Im 18. Jahrhundert ist der Ortsname auch als Birkhaus in Kartenwerken verzeichnet. Der Name des Ortes leitet sich daher möglicherweise von dem Baumnamen Birke ab.

## Geschichte

### Hof Börkhaus

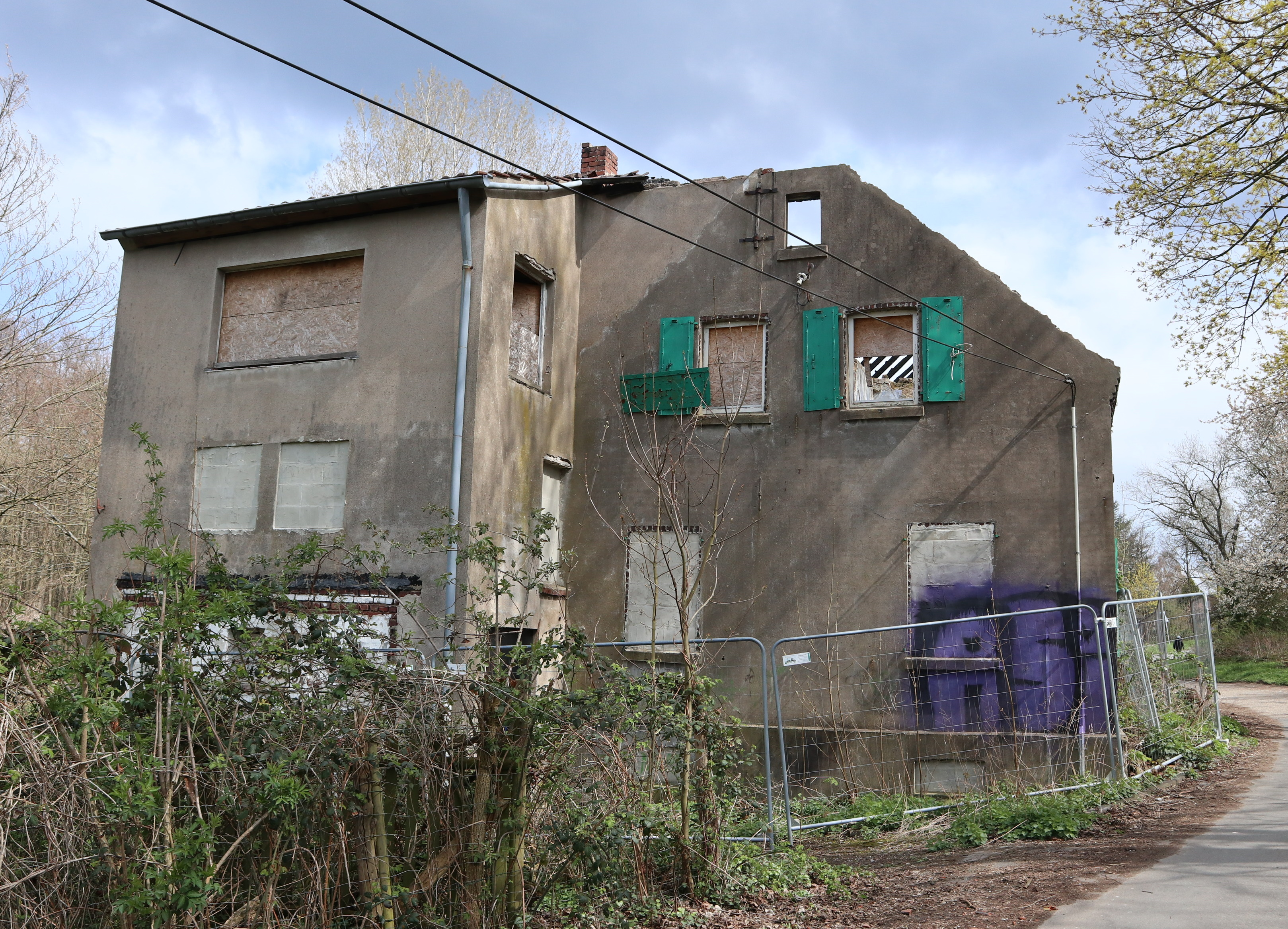
Verfallenes Hofgebäude in Börkhaus

Die Ursprünge von Börkhaus können bis in das frühe 18. Jahrhundert zurückverfolgt werden. Im Jahre 1715 ist der Ort in der Karte Topographia Ducatus Montani, Blatt Amt Solingen, von Erich Philipp Ploennies mit einer Hofstelle verzeichnet und als Berkesen benannt. Der Ort gehörte zur Honschaft Barl innerhalb des Amtes Solingen. Die Topographische Aufnahme der Rheinlande von 1824 verzeichnet den Ort als Boerkhaufen, die Preußische Uraufnahme von 1844 als Birkhaus. In der Topographischen Karte des Regierungsbezirks Düsseldorf von 1871 ist der Ort erneut als Birkhaus verzeichnet. Erst in der Preußischen Neuaufnahme von 1893 findet sich die heute geläufige Schreibweise in Form von Börkhaus.
Die Bergisch-Märkische Eisenbahn-Gesellschaft trassierte zwischen 1864 und 1867 die Bahnstrecke Gruiten–Köln-Deutz in Nord-Süd-Richtung von Caspersbroich bis Landwehr quer durch das heutige Solinger Stadtgebiet. Die Bahntrasse verlief dabei westlich von Börkhaus. Nach Gründung der Mairien und späteren Bürgermeistereien Anfang des 19. Jahrhunderts gehörte Börkhaus zur Bürgermeisterei Merscheid, die 1856 zur Stadt erhoben und im Jahre 1891 in Ohligs umbenannt wurde. Der Ort befand sich in der Nähe der Gemeindegrenze zur Bürgermeisterei Höhscheid, die im Süden etwa in Höhe der Nußbaumstraße verlief und dann nach Norden dem Verlauf der Bahnstrecke folgte.
1815/16 lebten neun, im Jahr 1830 11 Menschen im als einzelnes Haus bezeichneten Wohnplatz. 1832 war der Ort weiterhin Teil der Honschaft Barl innerhalb der Bürgermeisterei Merscheid, dort lag er in der Flur VIII. Wieveldick. Der nach der Statistik und Topographie des Regierungsbezirks Düsseldorf als Hofstadt kategorisierte Ort besaß zu dieser Zeit zwei Wohnhäuser und drei landwirtschaftliche Gebäude. Zu dieser Zeit lebten 22 Einwohner im Ort, davon drei katholischen und 19 evangelischen Bekenntnisses. Die Gemeinde- und Gutbezirksstatistik der Rheinprovinz führt den Ort 1871 als Ackergut mit einem Wohnhaus und neun Einwohnern auf. Im Gemeindelexikon für die Provinz Rheinland von 1888 wird ein Wohnhaus mit sieben Einwohnern angegeben. 1895 besitzt der Ortsteil ein Wohnhaus mit 13 Einwohnern.
Mit der Städtevereinigung zu Groß-Solingen im Jahre 1929 wurde Börkhaus ein Ortsteil Solingens. 

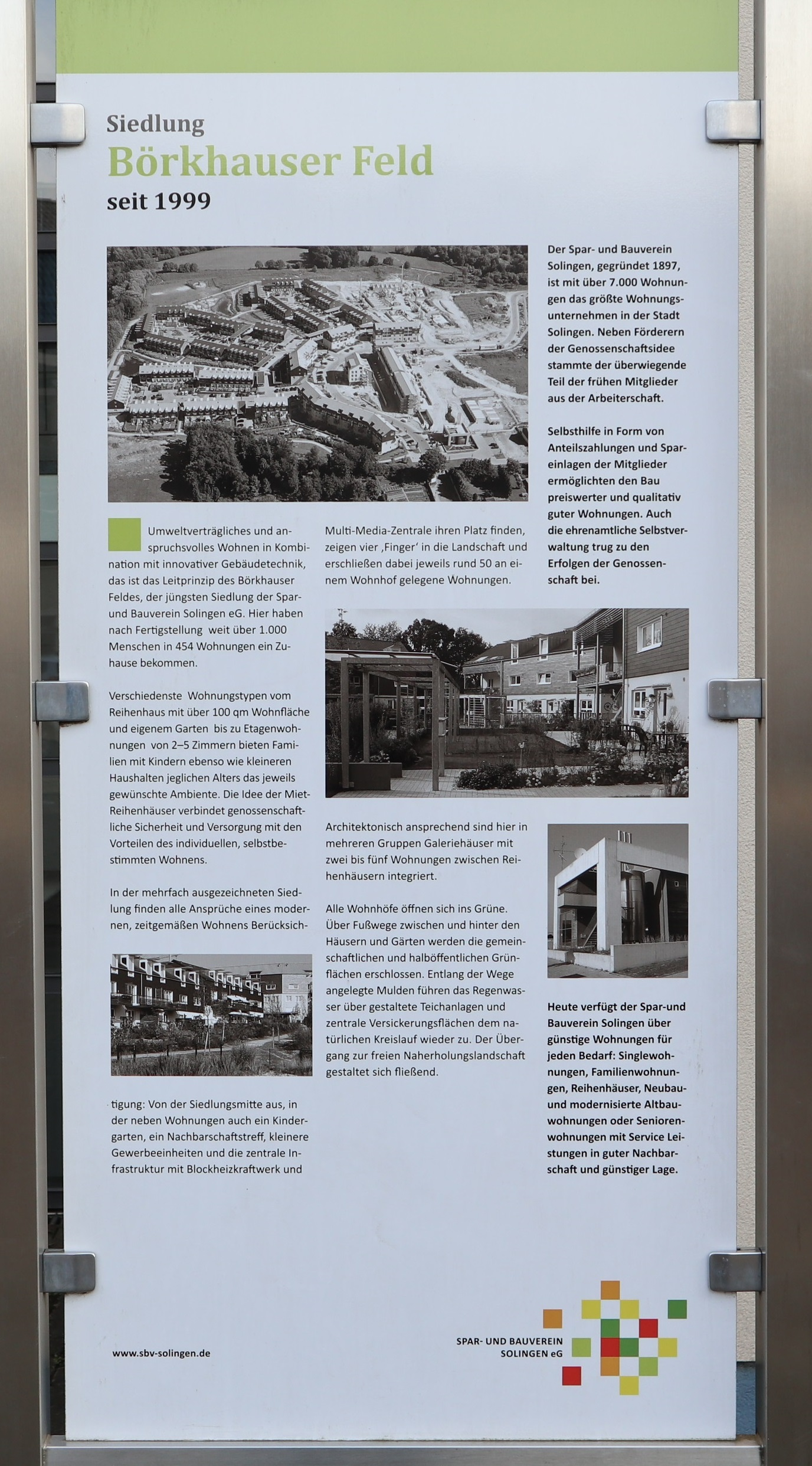
Stele in der SBV-Siedlung Börkhauser Feld

### Börkhauser Feld
Das relativ dünn besiedelte Gebiet des heutigen Stadtteils Aufderhöhe wurde ab der zweiten Hälfte des 20. Jahrhunderts eine der bevorzugten Wohnlagen in Solingen. Begünstigt haben diese Entwicklung die ausreichende Verfügbarkeit von geeignetem Bauland, die im Vergleich zu den übrigen Stadtteilen weniger zerklüftete Topographie sowie die Nähe zu der Anschlussstelle Solingen an die Autobahn 3 bei Landwehr. Nach den Neubausiedlungen am Goldberger Weg und an der Matthias-Claudius-Straße gerieten die unbebauten Freiflächen südlich von Börkhaus und nördlich der Nußbaumstraße Ende der 1990er Jahre in den Fokus der Stadtentwickler. 
Ab dem Jahr 1999 begannen die Erschließungsarbeiten von der Nußbaumstraße aus um die zentrale Straße der Siedlung herum, die als Uhlandstraße später bis zum alten Hof Börkhaus verlängert wurde. Der Spar- und Bauverein Solingen hatte das Gelände erworben und begann ab dem Jahr 2000 mit dem Bau von insgesamt 444 Wohneinheiten, viele davon in Mietreihenhäusern gelegen. Die Pläne stammten vom Kasseler Architekturbüro Baufrösche. Von der Uhlandstraße aus zweigen insgesamt sechs Straßen ab, die alle nach Persönlichkeiten mit Bezug zum SBV benannt wurden. In dem ökologisch vorbildlichen Siedlungsprojekt entstanden zwischen den Wohnhäusern Grün- und Freiflächen sowie Wasserläufe. Ein eigenes Blockheizkraftwerk am Birkhauser Busch versorgt die Siedlung mit Energie. In der Siedlungsmitte entstanden ein Bewohnertreff, ein Kiosk und eine Kindertagesstätte. Die zentral in der Siedlung gelegene Bushaltestelle der Buslinie 691 der Stadtwerke Solingen trägt den Namen Börkhaus. Der letzte Neubau der Siedlung konnte 2007 fertiggestellt werden.